# Jean Bied-Charreton
Jean Gustave Marie Bied-Charreton (* 28. April 1911 in Saint-Cloud, Département Hauts-de-Seine; † 2. Januar 2003 in Paris) war ein französischer Konteradmiral (Contre-amiral).

## Leben

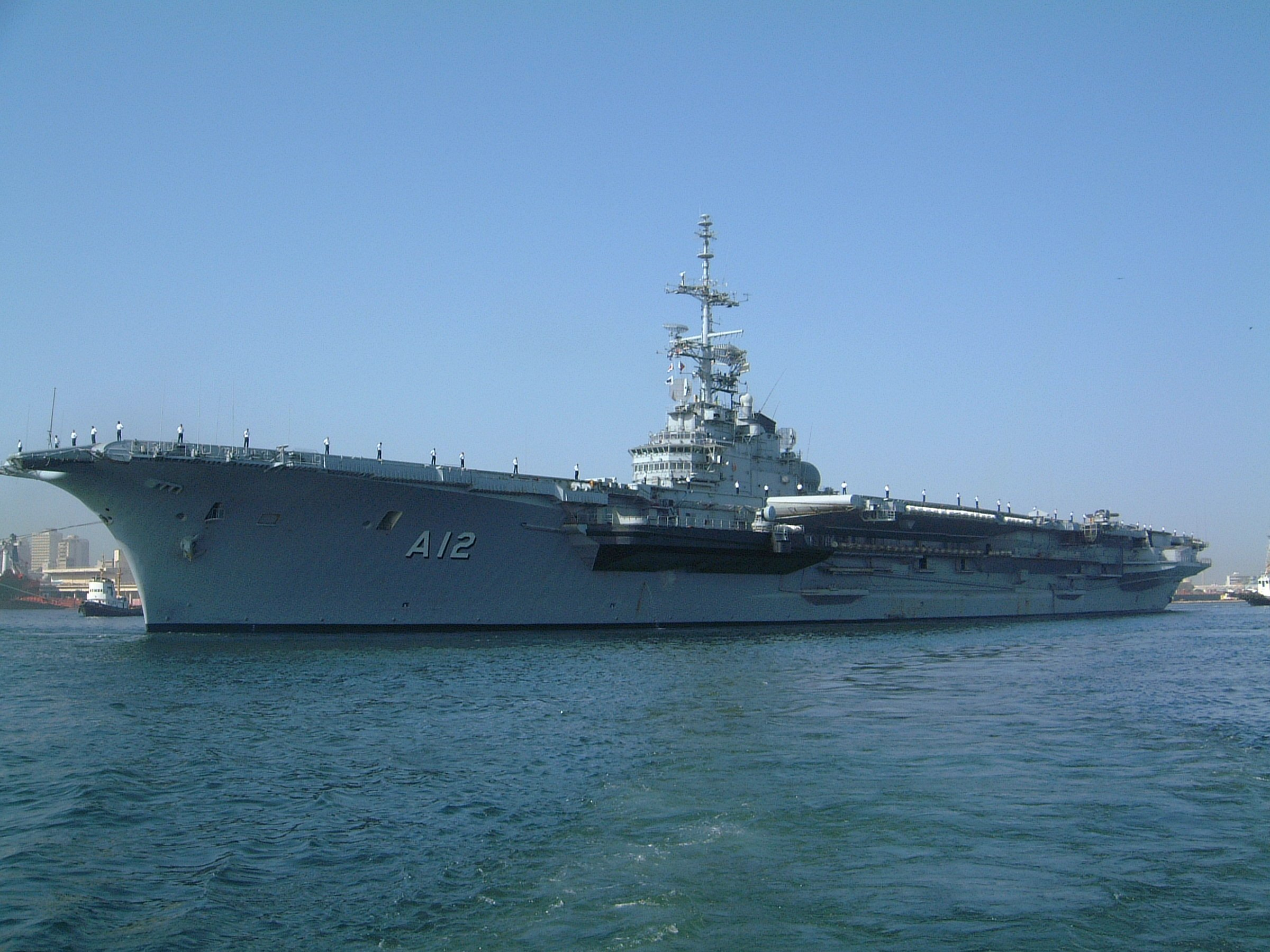
Bied-Charreton war als Kapitän zur See von 1961 bis 1963 Kommandant des Flugzeugträgers Foch

Bied-Charreton, Sohn von Brigadegeneral Ferdinand Bied-Charreton, begann nach dem Schulbesuch 1930 seine Offiziersausbildung an der Marineschule (École Navale), die er von 1932 bis 1933 auf dem Schulschiff Jeanne d’Arc abschloss. Im Anschluss nahm er von 1933 bis 1935 als Leutnant zur See (Enseigne de vaisseau) an Einsätzen in China an Bord des Kanonenboots Doudart de Lagrée sowie des Aviso Dumont d’ Urville teil. Danach fand er zwischen 1936 und 1937 Verwendung auf dem U-Boot La Vestale und besuchte anschließend von 1937 bis 1938 die Torpedobootschule. Danach war er zwischen 1938 und 1941 Leitender Elektronikoffizier auf dem Schlachtschiff Strasbourg und wurde als solcher 1940 auch zum Kapitänleutnant (Lieutenant de Vaisseau) befördert. Daraufhin war er zwischen 1941 und 1943 erst Erster Offizier des Aviso L’ Impétueuse sowie im Anschluss des Aviso La Batailleuse. Nachdem er zwischen 1943 und 1944 aus dem aktiven Dienst ausgeschieden war, war er von 1944 bis 1946 Leitender Elektronikoffizier auf dem Schlachtschiff Richelieu, das zu der Zeit Teil der Eastern Fleet der Royal Navy war.

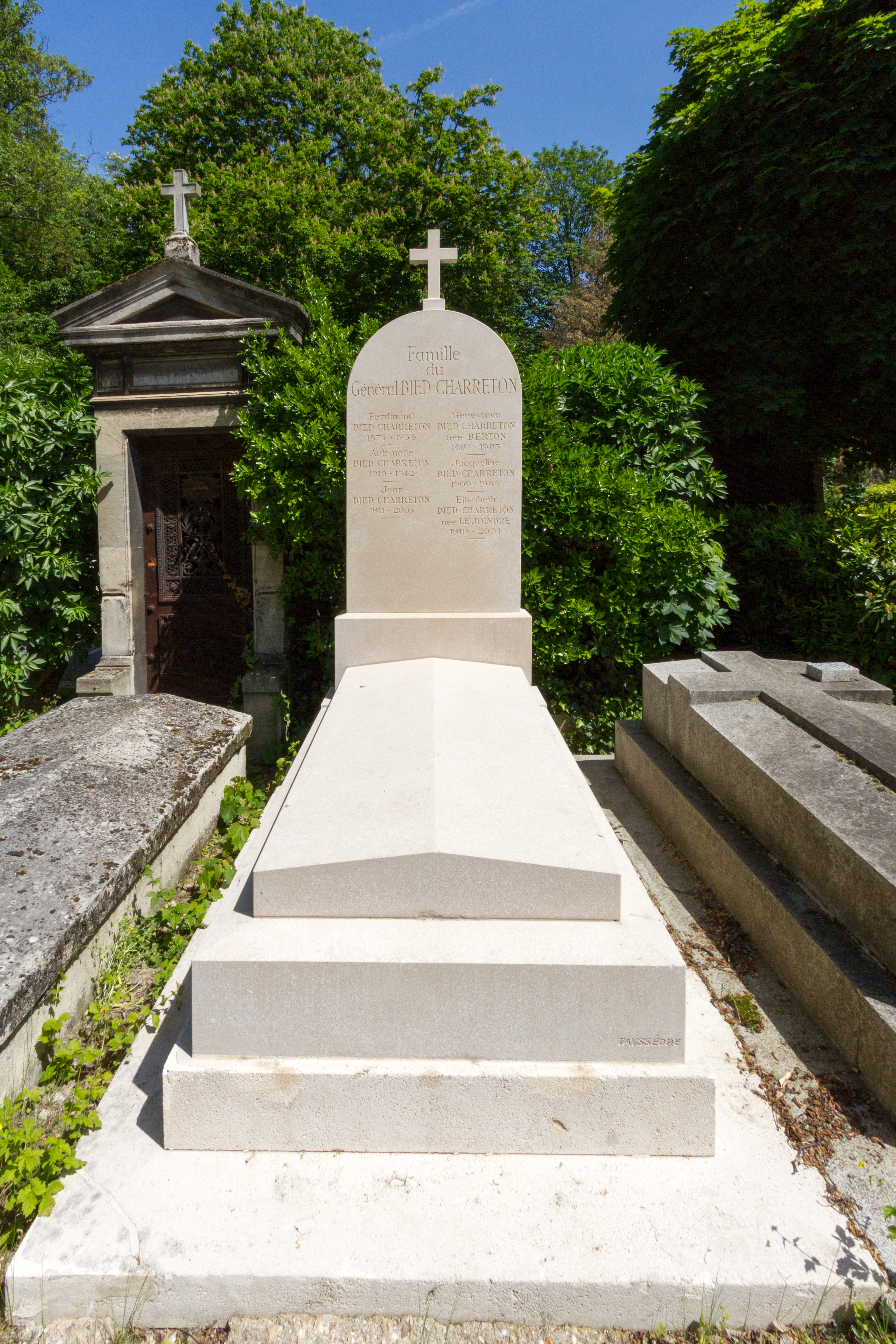
Grab auf dem Friedhof Père-Lachaise

Nachdem Bied-Charreton 1946 zum Korvettenkapitän (Capitaine de Corvette) befördert worden war, fand er zwischen 1946 und 1949 Verwendung im Generalstab der Marine. Danach war er von 1949 bis 1951 in Personalunion sowohl Kommandant des in Französisch-Indochina eingesetzten Aviso Commandant de Pimodan als auch Offizier im Marinestab in Saigon. 1951 wurde er zum Fregattenkapitän (Capitaine de Frégate) befördert und als solcher zwischen 1951 und 1953 Offizier in der Personalabteilung der Marine. Danach fungierte er zwischen 1953 und 1954 erst als Kommandant des Geleitschiffs Marcel Le Bihan und von 1954 bis 1956 zeitgleich als Kommandant des Geleitschiffs Commandant Robert Giraud sowie als Offizier im Stab der Marinestreitkräfte im Fernen Osten. Nachdem er zwischen 1956 und 1957 Erster Offizier des Leichten Flugzeugträgers Bois Belleau war, fand er von 1957 bis 1961 Verwendung im Generalstab des Marine und wurde in dieser Zeit zum Kapitän zur See (Capitaine de Vaisseau) befördert.
Im Anschluss war Bied-Charreton zwischen 1961 und 1963 Kommandant des Flugzeugträgers Foch, der nach dem Stapellauf am 23. Juli 1960 am 15. Juli 1963 in Dienst gestellt wurde. Nach einer Verwendung zwischen 1963 und 1965 im Ständigen Prüfungsausschuss des Generalstabes der Marine erhielt er 1965 seine Beförderung zum Konteradmiral (Contre-amiral) und war von 1965 bis 1967 stellvertretender Oberkommandierender der Streitkräfte und Marinebefehlshaber in Mers-el-Kébir in Algerien. Zuletzt wurde er 1967 stellvertretender Direktor für die Höhere Militärische Ausbildung der Streitkräfte und verblieb in dieser Funktion bis zu seiner Versetzung in den Ruhestand am 1. Oktober 1968. Für seine Verdienste wurde er unter anderem Kommandeur der Ehrenlegion.
Bied-Charreton ist ein Onkel des ehemaligen Vizeadmiral Etienne Bied-Charreton sowie Großonkel von dessen Sohn Yann Bied-Charreton, der zurzeit Kapitän zur See ist.